# Emil Tomula
Emil Salomon Tomula, född 8 juni 1889 i Mouhijärvi, död 1 februari 1952, var en finländsk kemist. 
Tomula blev student 1909, filosofie kandidat 1915 samt filosofie licentiat och filosofie doktor 1921. Han var yngre assistent på jordbruks- och handelskemiskt laboratorium 1916–1919, äldre assistent 1919–1922, tullkemist 1921–1924 och var föreståndare för Statens jordbrukskemiska laboratorium 1924–1947. Han var assistent vid Helsingfors universitets kemiska laboratorium 1916–1919, blev docent 1928, var lärare i kemi vid Jyväskylä sommaruniversitet 1926–1933 och var extraordinarie professor vid Helsingfors universitet från 1947 till sin död. Han var ordförande i Suomalaisten kemistien seura 1927–1928. 
Tomula författade Studien über die Antimonsäuren und deren Alkalisalze zur Bestimmung des Antimons neben Zinn (akademisk avhandling, 1920), Kotimaisen villan laatua koskevia tutkimuksia (I, jämte Viljo Salminen, 1927; II, 1928; V, 1932; VI; 1933) samt artiklar inom analytisk och spannmålskemi samt om jordbrukskemiskt kontrollväsende.